# Trizogeniates venezuelensis
Trizogeniates venezuelensis är en skalbaggsart som beskrevs av Villatoro 2002. Trizogeniates venezuelensis ingår i släktet Trizogeniates och familjen Rutelidae. Inga underarter finns listade i Catalogue of Life.